# Mariage forcé
Pour la pièce de Molière, musique de Lully ou Charpentier, voir Le Mariage forcé.
Pour les articles homonymes, voir Mariage (homonymie).

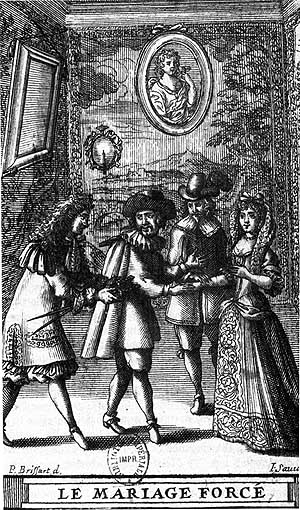
Le Mariage forcé, gravure de 1682.

Le mariage forcé est le fait de marier une personne contre sa volonté. Il s'agit d'un mariage arrangé où la famille impose le mariage à un enfant. Ces mariages touchent principalement les filles, et aussi dans une moindre mesure les garçons, en Afrique du Nord (Maghreb), au Proche-Orient, en Afrique, aux États-Unis et dans certains pays d'Asie à cause des traditions et par intérêt économique.

## Histoire

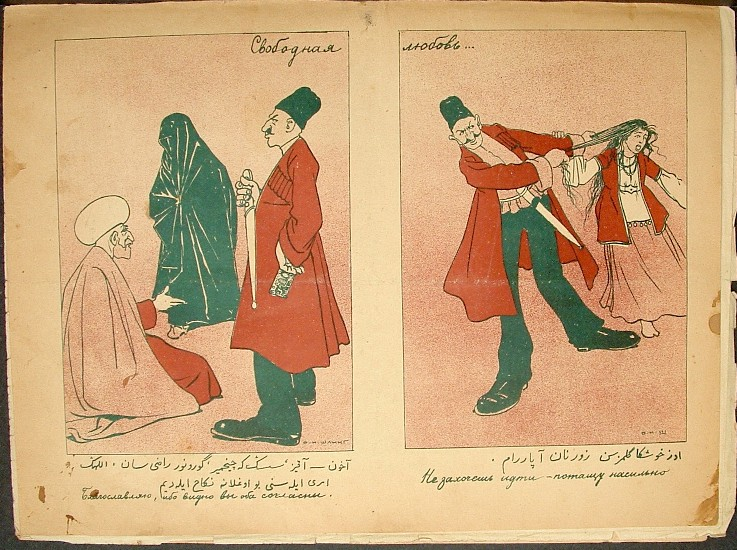
Critique de la tradition azérie du mariage forcé dans le périodique satirique du début du XXe siècle Molla Nasraddin. Le mariage forcé est le thème du dessin avec la légende – Amour libre. L'image doit être lue de droite à gauche. La première illustration à droite : « Si tu ne veux pas y aller volontairement, je t'emmènerai de force ». Sur l'illustration suivante, l'akhund (clerc) dit : « Madame, puisque vous ne dites rien, il semble que vous soyez d'accord. Par ordre de Dieu, je vous marie à ce monsieur ».

Contre les pratiques héritées de l'Antiquité romaine et germanique, l'Église catholique au Moyen Âge en Europe tend à imposer le libre consentement des époux lors du mariage. C'est un aspect de la réforme grégorienne (XIe siècle) et du concile de Latran IV.
L'Organisation des Nations unies voit aujourd'hui le mariage forcé comme une atteinte aux droits de l'homme, puisqu'il viole le principe de liberté et d'autonomie des individus. La Convention supplémentaire relative à l'abolition de l'esclavage a été adoptée en 1956 par une conférence de plénipotentiaires, qui interdit le mariage sans droit de refuser d'une femme comme une des « pratiques analogues à l'esclavage », et demande aussi une législation sur la nubilité si nécessaire pour sa prévention. Les femmes en sont les victimes les plus communes mais les hommes sont aussi forcés de se marier au nom de la fierté familiale, du souhait des parents ou par obligation sociale comme le rappelle le magazine allemand Der Spiegel.
La lutte contre le mariage des enfants et le mariage précoce ou forcé fait l'objet d'une cible de l'Objectif de développement durable no 5 de l'ONU.
C'est encore un problème commun en Asie, au Moyen-Orient et en Afrique. Dans certains pays, il s'accompagne de l'enlèvement de la future mariée, notamment au Kirghizistan : pratique d'Ala Kachuu.
Le mariage forcé doit être distingué du mariage arrangé ou du mariage de convenance appelé « mariage d'affaire » dans les Antilles notamment en Haïti. L'avantage attendu est une résidence légale permanente dans un pays, ou de l'argent.

## Conséquences
Ces jeunes filles sont contraintes à des rapports sexuels et des grossesses forcées, des violences conjugales, des pertes d'autonomie et de liberté. Toutes ces offenses les conduisent à des dépressions nerveuses. Ces atteintes à l'intégrité et à la liberté engendrent le chantage affectif, parfois la séquestration et la déscolarisation.
De plus, les femmes qui manifestent leur désaccord se voient confisquer leurs papiers d'identité par leur famille ou leur conjoint. Elles se retrouvent donc en situation irrégulière. Elles peuvent aussi avoir des difficultés matérielles comme des problèmes de logement, des pertes d'emplois et l'arrêt de leurs études.
Ces femmes doivent gérer leur vie afin de préserver leur autonomie. Elles ont des problèmes financiers qui les maintiennent dans la précarité et la pauvreté. Les conséquences sur les enfants issus de ces mariages sont également non négligeables (conçus dans la violence, non désirés, souvent témoins de violences conjugales entre autres).

## Lois et sanctions

### En France
Le mariage forcé est interdit en France. L'article 146 du Code civil dispose qu'« il n'y a pas de mariage lorsqu'il n'y a point de consentement ». L'article 180 du même code précise que ce consentement doit être libre.
Les violences exercées « contre une personne afin de la contraindre à contracter un mariage ou à conclure une union ou en raison de son refus de contracter ce mariage ou cette union » sont plus sévèrement réprimées. La notion juridique de violence a une acceptation large : l'article 222-14-3 prévoit que « Les violences prévues par les dispositions de la présente section sont réprimées quelle que soit leur nature, y compris s'il s'agit de violences psychologiques ».
L'article 222-14-4 du Code pénal dispose que « le fait, dans le but de contraindre une personne à contracter un mariage ou à conclure une union à l'étranger, d'user à son égard de manœuvres dolosives afin de la déterminer à quitter le territoire de la République est puni de trois ans d'emprisonnement et de 45 000 € d'amende ».
Les victimes du mariage forcé peuvent obtenir une ordonnance de protection du juge aux affaires familiales.
À l'égard de mineurs, l'article 144 du Code civil prévoit que « le mariage ne peut être contracté avant dix-huit ans révolus ». Cependant, il y a des exceptions (article 145 : le procureur de la République peut accorder une dispense d'âge « pour des motifs graves » ; article 148 : le mariage des mineurs est soumis à l'autorisation des parents ou des aïeux, et à défaut du consentement des deux parents, le mariage peut être annulé[pas clair]). Le procureur de la République ou un juge des enfants peut aider les mineurs.
L'annulation de mariage existe en cas d'absence de consentement (nullité absolue) ou de vice de consentement (nullité relative),,,.

### En Suisse
En Suisse, la Loi fédérale concernant les mesures de lutte contre les mariages forcés est entrée en vigueur le 1er juillet 2013. Depuis cette date, les mariages ou les partenariats enregistrés conclus sous la contrainte ou si l’un des deux époux est mineur (la majorité en Suisse est à 18 ans) sont annulés d’office. Une personne qui userait de violence envers une personne ou en la menaçant d’un dommage sérieux, ou en l’entravant de quelque autre manière dans sa liberté d’action, l’obligeant à conclure un mariage, peut être punie d’une peine privative de liberté pouvant aller jusqu'à cinq ans, contre trois ans auparavant. Le code pénal prévoit de punir également les personnes ayant commis l’infraction à l’étranger. Les officiers d’état civil peuvent aussi porter plainte pénalement, en vertu d’une nouvelle disposition du code civil, s’ils constatent qu’un des époux a subi des pressions. En outre, le regroupement familial est impossible en cas de soupçon de mariage forcé,.

### Conseil de l'Europe
La Convention du Conseil de l'Europe sur la prévention et la lutte contre la violence à l'égard des femmes et la violence domestique interdit le mariage forcé en article 37 comme la violence contre les femmes.

## Régions du monde touchées
Les mariages forcés sont une réalité dans les pays du grand Maghreb (Maroc, Tunisie, Algérie), en Mauritanie, au Soudan, en Afrique subsaharienne, en Turquie et en Asie.
Ils touchent également l'Afrique subsaharienne, la Macédoine, la Russie, la Thaïlande, l'Asie du Sud-Est, le sous-continent Indien et la plupart des États américains.

### Maroc
En 2008 au Maroc, le cheikh Mohamed Ben Abderrahman Al Maghrawi, déclenche une polémique en déclarant qu'il est possible de marier des fillettes dès l’âge de neuf ans prenant pour exemple le prophète Mahomet.
Même, si le Code de la famille (Moudawana) a relevé en 2004 l’âge minimum légal du mariage de 15 à 18 ans, des dérogations existent : le juge de la famille peut ainsi autoriser le mariage d’un garçon ou d’une fille de moins de 18 ans si les parents ou le représentant légal de l’enfant le demandent. Lorsque le juge donne son accord, sa décision est irrévocable et l’épouse mineure n’a droit à aucun recours. Ainsi avec environ 25 000 dérogations légales au code de la famille, et les unions « par ententes prononcées selon la coutume », plus de 41 669 adolescents ont été mariées avant 18 ans courant 2018 et 99 % des mineurs concernés était des filles.

### Soudan
Le cas de Noura Hussein, condamnée à mort pour le meurtre de son mari six jours après un mariage forcé, est devenu une cause célèbre internationale. En appel, la peine a été commuée à 5 ans de prison ferme assortis d'un « prix du sang » de 337 000 livres soudanaises.

### Égypte
En Égypte, des touristes sexuels en provenance des États arabes du golfe Persique peuvent s'engager dans des mariages éphémères avec des filles mineures en échange d'une somme d'argent. Ces adolescentes sont vendues par leurs parents dans les zones rurales pauvres.

### Afrique australe
En 2014, Human Rights Watch signale qu'« une fille sur deux au Malawi, en moyenne, est mariée avant son 18e anniversaire »,. Un mouvement se crée pour obtenir des évolutions législatives sur l'âge minimum de mariage. Une militante, Memory Banda, crée le Réseau pour l'autonomie des filles du Malawi (GENET ou Girls Empowerment Network) et les Let Girls Lead girls community groups dans le but de maintenir les filles à l'école et de les sensibiliser à leurs droits,. En Afrique du Sud, le ukuthwala est la pratique consistant à enlever des jeunes filles et à les forcer à se marier, souvent avec le consentement de leurs parents. Cette pratique se produit principalement dans les régions rurales d'Afrique du Sud, en particulier au Cap oriental et au KwaZulu-Natal,.

### Europe

#### Royaume-Uni
Selon l'autrice Ruqaiyyah Waris Maqsood (en), beaucoup de mariages forcés au Royaume-Uni dans la communauté asiatique sont destinés à obtenir la nationalité britannique à un membre de la famille habitant le sous-continent indien envers lequel l'organisateur du mariage forcé a un sentiment d'obligation. De plus, d'après les sources de l'association ELELE, la quasi-totalité des jeunes Turcs (94 % pour les garçons et 94 % pour les filles) sont touchés par le mariage non consenti. Ils sont le plus souvent âgés de 18 à 19 ans.
En 2018, The Times révèle dans une enquête que des milliers de jeunes femmes sont mariées de force chaque année au Royaume-Uni puis violées afin de tomber enceinte et que leur partenaire sexuel obtienne un visa. Elles sont souvent envoyées en Inde, au Pakistan, aux Émirats arabes unis ou encore au Bangladesh et reviennent sur l'île britannique après avoir accouché, ce qui facilite l'obtention de papiers pour l'homme avec qui elles ont été mariées. Les craintes de représailles font que la plupart garde le silence. Les autorités restent inactives, de crainte d'être accusées de xénophobie.

#### France
En France, le Groupe de femmes pour l'abolition des mutilations sexuelles (GAMS) estime à 70 000 le nombre de jeunes filles menacées par le mariage forcé en 2006 (sur 270 000 mariages par an, selon l'INSEE). Ce type de mariage est illégal mais peut avoir eu lieu soit en France, soit dans le pays d'origine. Cette pratique est cependant plus difficile en France depuis la loi de janvier 2006 qui porte la majorité nubile à 18 ans.
Ce nombre de 70 000 mariages forcés provient d'un rapport datant de 2003, de l'instance officielle le Haut Conseil à l'intégration (HCI), présidé par Blandine Kriegel,. Voici un extrait du texte : « Selon les chiffres convergents rassemblés par les associations que le HCI a auditionnées, plus de 70 000 adolescentes seraient concernées par des mariages forcés en France. Le mariage forcé est un mariage coutumier, décidé par la famille, à la puberté ou même avant, vers l’âge de 10 à 12 ans. Le mari, habituellement plus âgé, est un homme choisi par la famille, dans la même religion, la même famille ou la même ethnie. La fillette ou l’adolescente est alors soumise à des rapports forcés qui ont lieu le plus souvent au domicile des parents, en fin de semaine : comme le Pr Henrion le souligne, « il s’agit ni plus ni moins d’un viol organisé et prémédité ». »
Cette pratique se retrouve principalement dans les familles originaires de Turquie, du Maghreb, d'Afrique ou d'Asie,.
Ce nombre est fortement contesté par la revue Pénombre, qui traque l’usage fantaisiste des chiffres par les médias et les responsables politiques.

#### Allemagne
En Allemagne, selon des statistiques de 2008, 3 443 personnes auraient demandé de l'aide en raison de la menace d'un mariage forcé. Selon une étude de 2011 destinée au Ministère allemand de la famille, 83 % des personnes qui ont demandé de l'aide étaient musulmanes et 9,5 % de religion yézidie du Kurdistan.

#### Suisse
La fondation Surgir estime en 2006 le nombre de personnes concernées par les mariages forcés à 17 000 en Suisse. La méthodologie utilisée pour obtenir cette estimation serait contestée.

#### Belgique
En Belgique, en 2008, 8 % des Marocaines vivant dans le pays, âgées de 17 à 24 ans, seraient soumises au mariage forcé.

### États-Unis
Aux États-Unis, le mariage des enfants et le mariage forcé est légal dans beaucoup d'États.
Ces mariages ont souvent lieu pour des raisons économiques, religieuses, ou pour éviter à l'adulte agresseur d'être poursuivi pour viol sur mineur.
Nombre de mariages d’enfants rendent ainsi caduque la loi sur le viol : le violeur devient l’époux et échappe à la prison.
En moins de vingt ans, entre 2000 et 2018, 300 000 enfants ont été mariés, essentiellement des filles mariées à des adultes. Ces unions sont tout à fait légales dans 40 des 50 États du pays. Et dans certains de ces États, il n'y a même aucun âge minimum pour se marier.
Seuls 13 États fixent l'âge minimum du mariage à 18 ans sans exception.
Dans 37 États, le mariage des enfants (défini lorsque l'une ou les deux parties sont en dessous de l'âge de la majorité, généralement 18 ans) est légal.
Encore 4 États n'imposent aucun âge minimum pour le mariage : la Californie, l'Oklahoma, le Nouveau-Mexique et le Mississippi.
Aujourd’hui, les associations estiment que 22 mineurs sont encore mariés chaque jour, rien qu’en Californie.
Il n'existe actuellement aucun âge minimal en dessous duquel une personne ne peut pas se voir accorder un visa de mariage basé sur l'immigration, et le personnel de l'USCIS est invité à prendre en compte les lois des États dans lesquels le couple envisage de résider lorsqu'il examine leur demande de visa.
De 2007 à 2017, plus de 8500 demandes de visas de mariage impliquant au moins une personne de moins de 18 ans ont été approuvées par les services d'immigration américains.
Des militantes américaines telles que Sherry Johnson, elle-même forcée d'épouser son agresseur lorsqu'elle avait 11 ans, militent pour interdire sans condition les mariages de mineurs.

## Religions
On lit dans une analyse du décret de Gratien : « La liberté est nécessaire pour la validité des contrats, et plus encore pour le mariage que pour tous les autres. C'est ce qui fait dire au pape Urbain II qu'il n'y a point de mariage sans un consentement libre des parties contractantes ».
Pour C. Jama, « si la plupart des parents concernés viennent de pays musulmans, cette pratique n’est pas liée à l’Islam mais à des coutumes traditionnelles que les familles font perdurer ».

#### Témoignages
- Zohra K., Jamais soumise, Édition Ring, 226 pages, 2014
- Khady Koita, Mutilée, Oh Editions, 2006

#### Photographies
- Stephanie Sinclair, Le cauchemar des mariages forcés, exposition, 2012

### Filmographie
- Lisa Azuelos, 14 millions de cris (court-métrage), 2014 — Benoît Rayski, « Mariages forcés : le film (à vomir) qui oublie un petit détail », sur atlantico.fr, 6 juin 2014 (version du 6 juin 2014 sur Internet Archive).